# Terrorns vinter

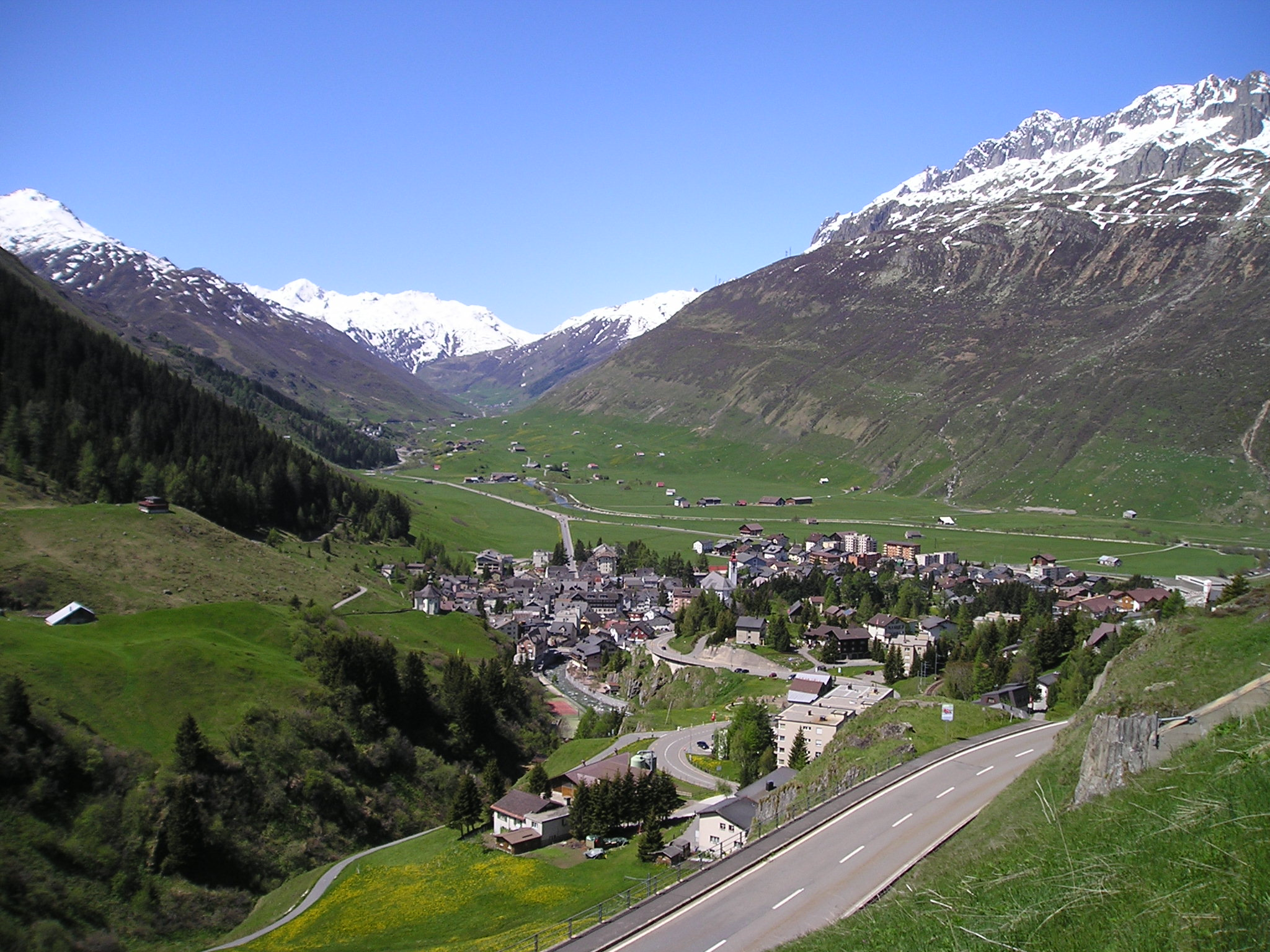
Andermatt 2005. Staden drabbades av sex laviner inom en timma under vintern 1950/1951.

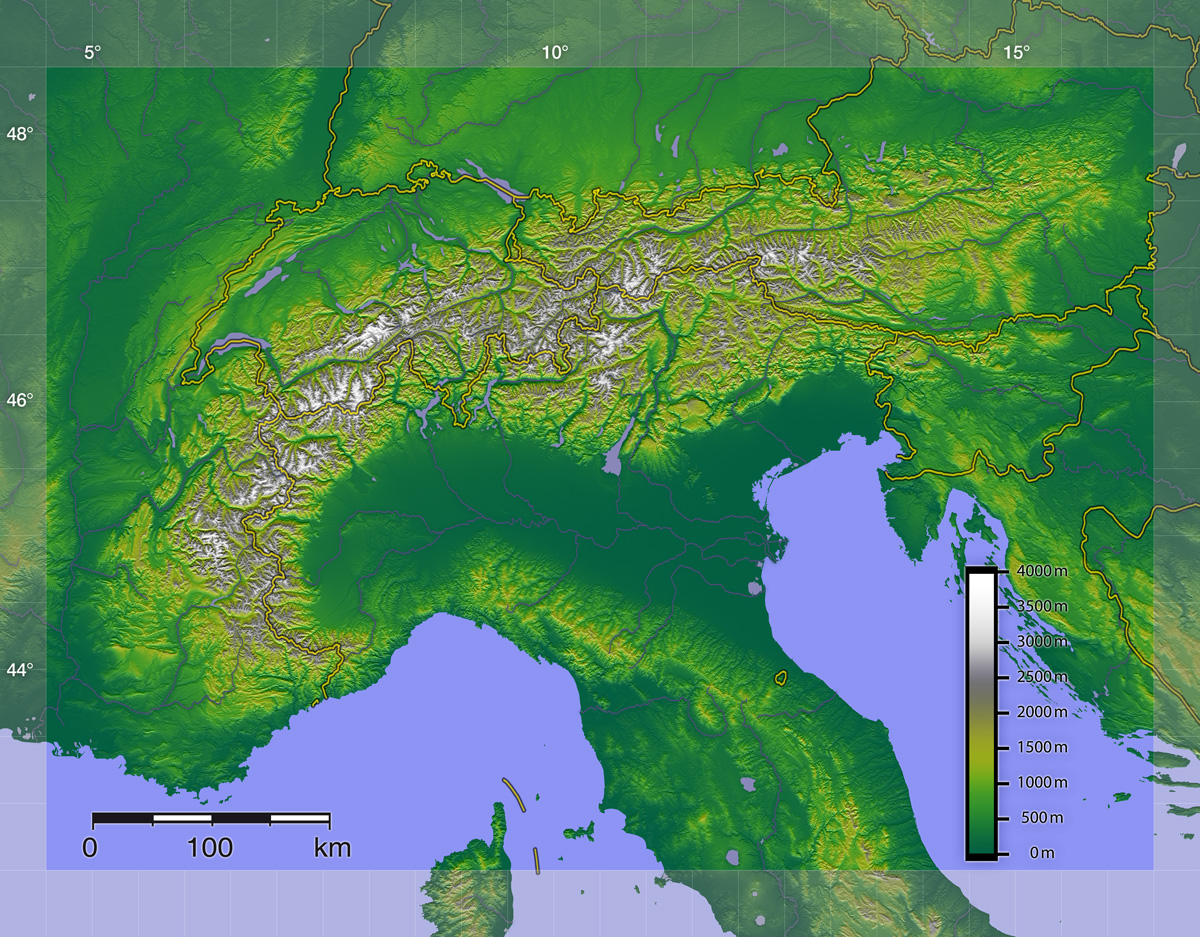
Karta over alperna

Terrorns vinter var den tremånadersperiod vintern 1950-1951 då flera laviner drabbade Alperna. 649 laviner dödade över 265 personer, och orsakade stora skador på bostadshus och infrastruktur.

## Skador
Österrike drabbadest hårdast, där omkom 135 personer, och många byar förstördes. Ekonomiskt betydelsefull skog drabbades.
I kantonen Valais i Schweiz dödades 92 människor, och uppskattningsvis 500 boskapsdjur, medan 900 olika byggnadsverk förstördes. Precis som i Österrike skadades också ekonomiskt betydelsefull skog. 
Staden Andermatt i Adula Alps drabbades av sex laviner inom en 60-minutersperiod, vilket ledde till att 13 människor omkom

### Fotnoter
1. ↑  Williams, Florence (4 december 2005). ”Look Out Below”. The New York Times. http://www.nytimes.com/2005/12/04/books/review/04williams.html?fta=y.
2. ↑  Rapp, Irene (12 december 2010). ”180.000 Daten für mehr Sicherheit” (på German). TT.com. Innsbruck, Austria: New Media Online GmbH. http://www.tt.com/csp/cms/sites/tt/%C3%9Cberblick/Chronik/ChronikTirol/ChronikTirolContainer/1797876-8/180.000-daten-f%C3%BCr-mehr-sicherheit.csp. Läst 4 januari 2011.
3. ↑  Tufty, B. (1978) 1001 Questions Answered about Earthquakes, Floods, Avalanches and Other Natural Disasters, Courier Dover, p133, ISBN 0-486-23646-3
4. ↑  ”Force of Nature - Death in the Alps”. BBC Corp. Arkiverad från originalet den 24 juli 2008. https://web.archive.org/web/20080724204548/http://www.channel4.com/science/microsites/F/force_of_nature/avalanche/index.html. Läst 27 mars 2008.